# Quelccaya-Eiskappe
Mit etwas weniger als 44 Quadratkilometern Ausdehnung im Jahr 2018 gilt die Quelccaya-Eiskappe als das zweitgrößte tropische Eisfeld der Welt.
Der Gletscher befindet sich in der Cordillera de Vilcanota im Süden Perus.
Das Gletschermassiv begrenzt den Einzugsbereich des Titicaca-Sees nach Nordwesten. Das Massiv und das nördliche Ufer des Sees liegen ca. 160 km Luftlinie voneinander entfernt.

## Bedrohung
Die Eiskappe hatte 2018 eine Ausdehnung von etwas unter 44 km². In den 1970er Jahren war sie mit einer Größe von mehr als 70 km² noch die größte tropische Gletscherfläche der Erde, schmolz aber bis Ende der 2010er Jahre rascher als die Eiskappe des ebenfalls in Peru gelegenen Coropuna und ist nun etwas kleiner als diese. Die Ränder der Quelccaya-Eiskappe waren (2018) im Mittel 5300 m hoch, an ihrer höchsten Stelle erreichte sie ungefähr 5680 m. Zwischen 1980 und 2010 gingen pro Jahr 0,57 (± 0,10) km², insgesamt knapp ein Drittel der Gletscherfläche, verloren. Die Verlustrate nimmt beständig zu.
Der Qori-Kalis-Gletscher ist der wichtigste Auslassgletscher der Quelccaya-Eiskappe. Seine Rückzugsrate betrug um 2010 etwa 60 Meter im Jahr. Dies bedeutet eine Steigerung um das Zehnfache im Vergleich zum Zeitraum 1963–1978. In den Jahren 2000–2002, nach einem ausgeprägten El-Niño-Ereignis, verkürzte er sich, Daten des US-amerikanischen Paläoklimatologen Lonnie G. Thompson zufolge, um jährlich. 200 m. Der Wissenschaftler befürchtete, dass der Qori-Kalis-Gletscher bereits 2012 verschwunden sein könnte.
Während in der Region keine Änderungen der Niederschlagsverhältnisse beobachtet wurden, nehmen die Temperaturen seit Mitte des 20. Jh. zu. Neben der menschengemachten globalen Erwärmung spielen hierbei auch über mehrere Jahrzehnte reichende Schwankungen der Pazifischen Dekaden-Oszillation sowie, in einzelnen Jahren, die El Niño-Southern Oscillation eine Rolle. Der von der Eiskappe gespeiste Wasserabfluss wird während der Trockenzeit künftig signifikant abnehmen.

## Fauna
Eine Besonderheit im Gletscher ist, dass der Spiegeldiuka (Diuca speculifera) sein Nest in diesem Gletscher baut. Damit zählt sein Brutrevier zum Höchsten in der westlichen Hemisphäre, wenn nicht sogar der Welt. Lange war nur vom Kaiserpinguin (Aptenodytes forsteri) bekannt, dass er regelmäßig im Gletscher brütet. Berichte aus dem Jahre 1988, als Dreizehenmöwen (Rissa tridactyla) im Prinz-William-Sund ihre Nester auf Gletscher bauten, waren auf ungewöhnliche Umstände in diesem Jahr zurückzuführen.